# Curling World Cup
Der Curling World Cup ist eine Turnierserie im Curling, die von der World Curling Federation durchgeführt wird. Sie besteht aus vier Turnieren und wird erstmals in der Saison 2018/19 ausgetragen.

## Geschichte
Im September 2017 gab die World Curling Federation bekannt, in Zusammenarbeit mit dem Unternehmen Kingdomway Sports in der Saison 2018/2019 eine World Series of Curling auszurichten, um den Curling-Sport im Vorfeld der Olympischen Winterspiele 2022 in Peking weltweit weiterzuentwickeln. Im Januar 2018 wurde bekannt, dass die Turnierserie in Curling World Cup umbenannt wurde. Im Juli 2018 wurden weitere Einzelheiten zu den Spielstätten, dem Austragungsformat und den Regeln veröffentlicht. Sportlicher Manager des World Cups ist der deutsche Curler Uli Kapp.

## Format
Der World Cup besteht aus vier Turnieren. Das erste wird im September/Oktober in China ausgetragen, gefolgt von einem Turnier im November/Dezember auf dem amerikanischen Kontinent. Die Serie wird im Januar/Februar des Folgejahres in Europa fortgesetzt. Die qualifizierten Nationen nehmen schließlich im Mai am Grand Final in Peking teil.
Es werden Wettbewerbe für Männer und Frauen sowie im Mixed Double ausgetragen. Dazu werden jeweils zwei Gruppen mit je vier Teams gebildet; die Zuordnung richtet sich der Platzierung in der World-Curling-Rangliste. Die Teams spielen in ihrer Gruppe eine zweifache Round Robin; die Bestplatzierten spielen dann in den Playoffs den Sieger aus.

## Qualifikation
Bei den ersten drei Turnieren sind die drei Gastgeberländer, die in der World-Curling-Rangliste höchstplatzierten Nationen aus Europa, Amerika und Pazifik-Asien und zwei von der World Curling Federation nominierte Teams qualifiziert.
Am Finalturnier nehmen das Gastgeberland, die drei Sieger der ersten drei Turniere und der aktuelle Curling-Weltmeister teil. Hinzu kommen ein Einladungsteam (z. B. der aktuelle Olympiasieger) und die beiden bestplatzierten Nationen der World-Cup-Rangliste, die noch nicht qualifiziert sind.

## Regeln
Jedes Spiel geht über acht Ends. Bei einem Unentschieden nach acht Ends wird kein Zusatzend gespielt, sondern ein Shootout. Sieger ist dann die Mannschaft, die ihren Stein näher an die Zielmarke legt. Für einen regulären Sieg nach acht Ends erhält der Gewinner drei Punkte. Bei einem Sieg durch Shootout sind es zwei Punkte; zusätzlich bekommt der Verlierer einen Punkt. Zwischen den Ends dürfen die Mannschaften mit ihren Trainern kommunizieren. In den ersten vier Ends beträgt die Bedenkzeit (Thinking Time) jeweils vier Minuten, in den letzten vier Ends 4:15 Minuten. Im Mixed-Double beträgt die Bedenktzeit 2:50 Minuten und in den letzten vier Ends 3 Minuten.

## Sieger
| Saison  | Wettbewerb   | Sieger 1. Turnier                                                | Sieger 2. Turnier                                                              | Sieger 3. Turnier | Sieger Grand Final |
| ------- | ------------ | ---------------------------------------------------------------- | ------------------------------------------------------------------------------ | ----------------- | ------------------ |
| 2018/19 | Frauen       | Kanada (Rachel Homan, Emma Miskew, Joanne Courtney, Lisa Weagle) | Japan (Satsuki Fujisawa, Chinami Yoshida, Yūmi Suzuki, Yurika Yoshida)         |                   |                    |
| 2018/19 | Männer       | Kanada (Kevin Koe, B. J. Neufeld, Colton Flasch, Ben Hebert)     | Vereinigte Staaten (John Shuster, Chris Plys, Matt Hamilton, John Landsteiner) |                   |                    |
| 2018/19 | Mixed-Double | Kanada (Laura Walker, Kirk Muyres)                               | Norwegen (Kristin Skaslien, Magnus Nedregotten)                                |                   |                    |